# Agipi Billiard Masters
Agipi Billiard Masters – jeden z najważniejszych i najbardziej prestiżowych turniejów w kalendarzu Karambola 3-bandowego. Rozgrywany jest we francuskim Schiltigheim, blisko Strasburga. 
Turniej opiera się na zaproszeniu najlepszych graczy, w związku z czym nie jest zaliczany do żadnych międzynarodowych rankingów. Niemniej jest on usankcjonowany przez Union Mondiale de Billard.

## System rozgrywek
Pojedynki w Agipi Billiard Masters rozgrywane są do 50 punktów (karamboli), przy czym możliwy jest remis w fazie grupowej, gdy obydwaj gracze osiągną 50 punktów w takiej samej ilości podejść do stołu karambolowego.
- Faza grupowa

20 zawodników jest podzielonych na 4 grupy, w których każdy z każdym rozgrywa po jednym meczu. Za zwycięstwo przyznawane są 2 punkty, za remis 1 punkt, za przegraną 0 punktów. 2 graczy z najlepszym dorobkiem punktowym przechodzi do fazy finałowej. W przypadku równej ilości punktów w tabeli grupowej, brana jest po uwagę średnia punktów graczy przy jednym podejściu do stołu we wszystkich meczach.
- Faza finałowa

Do zwycięzców grup dolosowywani są zawodnicy z drugich miejsc i losowana jest drabinka. Następnie zawodnicy rozgrywają między sobą: ćwierćfinały, półfinały i finał. 
W tej fazie zwycięzcą jest ten z graczy, który jako pierwszy osiągnie 50 punktów (nawet jeśli zanotuje jedno podejście do stołu więcej od przeciwnika).

## Nagrody pieniężne
W pierwszej edycji turnieju, w roku 2008, przeznaczono na nagrody 121 450 euro. W 2009 roku, na nagrody przeznaczono minimum 130 000 euro (nagrody mogą zostać zwiększone w razie dodatkowych premii).

## Zwycięzcy
- Agipi Billiard Masters 2008:

1. Torbjörn Blomdahl - Szwecja; 28 050 euro;
2. Dick Jaspers - Holandia; 28 900 euro;
3. Frédéric Caudron - Belgia; 13 500 euro;
4. Semih Saygıner - Turcja; 12 250 euro;